# Tadeusz Kozek
Tadeusz Kozek (ur. 7 marca 1951 w Długosiodle) – polski urzędnik państwowy, w latach 2003–2008 podsekretarz stanu w Urzędzie Komitetu Integracji Europejskiej.

## Życiorys
Ukończył studia na Politechnice Warszawskiej. Od 1977 przez kilkanaście lat był pracownikiem naukowym Wydziału Elektroniki PW, zajmując stanowiska asystenta, a po uzyskaniu stopnia naukowego doktora adiunkta. Od początku lat 90. związany z administracją publiczną, od 1999 jako dyrektor departamentu w UKIE.
Od 5 lutego 2003 do 15 stycznia 2008 był podsekretarzem stanu w Urzędzie Komitetu Integracji Europejskiej, a od 11 grudnia 2007 także sekretarzem Komitetu Integracji Europejskiej.